# Observatoire social international
L’Observatoire social international est une structure associative constituée en décembre 2000 à l'initiative de la DRH de GDF Suez et de Jean Kaspar, conseiller en stratégies sociales et ancien secrétaire général de la CFDT. Il regroupe une centaine de partenaires dans le monde.
L'observatoire se définit comme un laboratoire d’idées et d’initiatives sur les grands enjeux qui se posent aux acteurs sociaux, pour contribuer à la prise en compte des exigences sociales dans la mondialisation. Il aborde notamment la notion de développement durable pour mettre l'accent sur sa dimension sociale parfois omise, en visant à assurer la promotion de la responsabilité sociale d’entreprise. 

## Liste des membres et partenaires
Ses membres sont notamment des entreprises, des syndicats, des universités, des consultants, etc. dans une approche internationale, partenariale et prospective, respectant les diversités culturelles.
entreprises et consultants membres
- GDF SUEZ, Schneider Electric, France Télécom, la RATP, Ciments Français, AREVA, Amundi, Rhodia, Malakoff Médéric, Vigeo, Bernard Julhiet Consulting

organisations syndicales membres
- la CFDT, la CFE-CGC, la CGPME, l’UNSA,

université membre
- Université René-Descartes

autres partenaires
- Total, Danone, Lafarge, La Poste, Thales, Veolia, SNCF, ESSEC Alumni, la CES, Europe & Société , Confrontations Europe

## Géographie
Outre l'Europe, il est présent au Maroc, en Argentine et au Chili, avec des projets de développement au Brésil et en Chine.

## Moyens d'action
Ses moyens d'action principaux sont :
- des « rendez-vous de l’OSI » sur les problèmes de société, autour de personnalités du monde des affaires, du syndicalisme, des organisations internationales, de la politique avec la participation d'intellectuels,
- des petits déjeuners sur les questions d’actualité,
- des symposiums internationaux[2].